# Robertson-Kanal
Der Robertson-Kanal ist eine Meerenge im Archipel der Windmill-Inseln vor der Budd-Küste des ostantarktischen Wilkeslands. Der Kanal trennt die festlandgebundene Mitchell-Halbinsel von den Inseln Pidgeon Island und Warrington Island.
Erstmals kartiert wurde er anhand von Luftaufnahmen der US-amerikanischen Operation Highjump (1946–1947) und Operation Windmill (1947–1948). Das Advisory Committee on Antarctic Names benannte ihn 1963 nach dem US-amerikanischen Glaziologen Richard A. Robertson, Mitglied der Mannschaft auf der Wilkes-Station im Jahr 1958.